# Карлич, Эстанислао Эстебан
Эстанислао Эстебан Карлич (исп. Estanislao Esteban Karlic; 7 февраля 1926, Олива, Аргентина — 8 августа 2025, Парана, Аргентина) — аргентинский кардинал. Титулярный епископ Кастро с 6 июня 1977 по 19 января 1983. Коадъютор и апостольский администратор епархии Параны с 19 января 1983 по 1 апреля 1986. Архиепископ Параны с 1 апреля 1986 по 29 апреля 2003. Кардинал-священник с титулом церкви Беата-Мария-Верджине-Аддолората-а-пьяцца-Буэнос-Айрес с 24 ноября 2007.
Умер 8 августа 2025 года в возрасте 99 лет после того, как его здоровье некоторое время ухудшалось.